# Fondali di Capo San Marco - Sciacca
Fondali di Capo San Marco - Sciacca este o arie protejată (arie specială de conservare — SAC, sit de importanță comunitară — SCI) din Italia întinsă pe o suprafață de 18.330 ha, integral marine.

## Localizare
Centrul sitului Fondali di Capo San Marco - Sciacca este situat la coordonatele 37°30′16″N 13°00′42″E / 37.504444°N 13.011667°E.

## Înființare
Situl Fondali di Capo San Marco - Sciacca a fost declarat sit de importanță comunitară în septembrie 1995 pentru a proteja 2 specii de animale. Situl a fost protejat și ca arie specială de conservare în februarie 2020.

## Biodiversitate
Situată în ecoregiunea mediteraneană, aria protejată conține 3 habitate naturale: Straturi cu Posidonia (Posidonion oceanicae), Bancuri de nisip acoperite în permanență slab de apă marină, Recifuri.
La baza desemnării sitului se află mai multe specii protejate:
- mamifere (1): delfin mare (Tursiops truncatus)
- reptile (1): Caretta caretta

Pe lângă speciile protejate, pe teritoriul sitului au mai fost identificate 3 specii de plante, 1 specie de nevertebrate.